# Lista de títulos do Esporte Clube Vitória
Esta é uma lista de títulos conquistados pelo Esporte Clube Vitória, nas mais variadas modalidades esportivas disputadas pelo clube ao longo do tempo. Além do futebol, principalmente destacam-se as modalidades do remo, judô, futsal, handebol, voleibol, futebol de areia e basquete.
No futebol, o Vitória é o maior campeão da Copa do Nordeste, com quatro títulos ao lado do seu rival, Bahia. O clube também conquistou o Torneio José Américo de Almeida Filho. Além disso, o rubro-negro possui um Campeonato Brasileiro Série B.
Ele é o segundo maior campeão do Campeonato Baiano com 30 títulos, havendo conquistado o seu primeiro estadual em 1908.
Primeiro bicampeão baiano em 1909, o Vitória passa por 4 décadas de sua história, no regime de amadorismo em seu departamento de futebol, voltando a se profissionalizar na década de 50, onde foi campeão em 1953. Finalista 5 vezes de competições nacionais e oficiais, promovidas pela CBF, o rubro-negro também possui duas conquistas internacionais, o Trofeo Ciudad de Valladolid e o Torneio de Dakar.

### Títulos oficiais e amistosos
A tabela lista os principais títulos conquistados pelo Vitória.

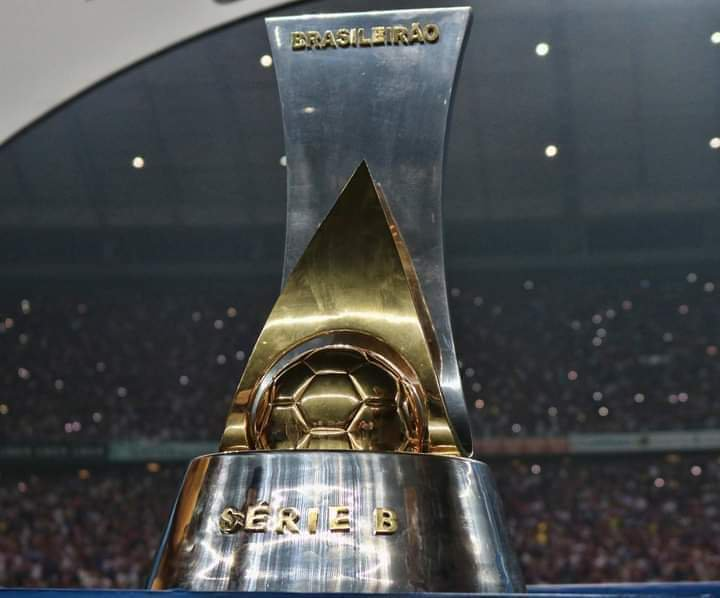
Troféu da Série B do Campeonato Brasileiro de 2023

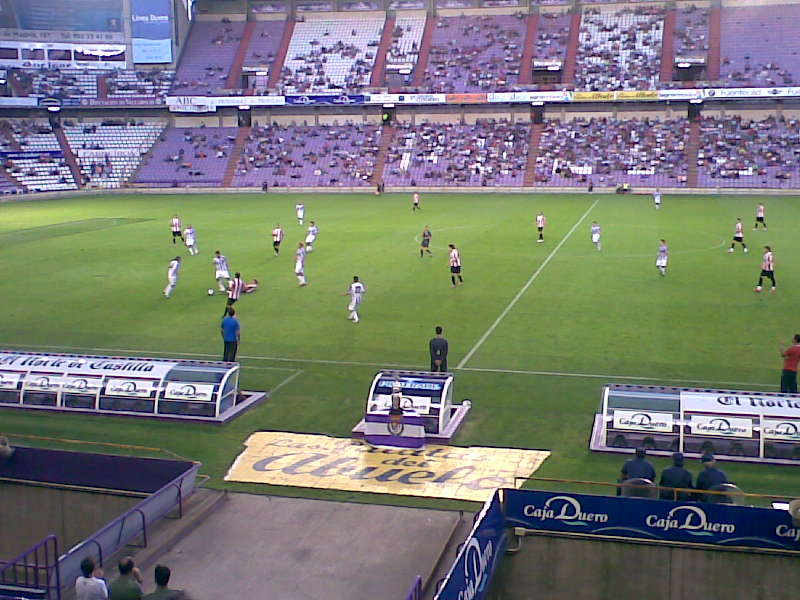
Estadio José Zorrilla, local onde o Vitória conquistou o Trofeo Ciudad de Valladolid em 1997

## Futebol

### Títulos oficiais
| NACIONAIS | NACIONAIS                             | NACIONAIS | NACIONAIS |
|           | Competição                            | Títulos   | Temporadas |
| --------- | ------------------------------------- | --------- | --- |
|           | Campeonato Brasileiro - Série B       | 1         | 2023 |
| REGIONAIS |                                       |           | |
|           | Competição                            | Títulos   | Temporadas |
|           | Copa do Nordeste                      | 4         | 1997, 1999, 2003 e 2010 |
|           | Torneio José Américo de Almeida Filho | 1         | 1976* |
| ESTADUAIS |                                       |           | |
|           | Competição                            | Títulos   | Temporadas |
|           | Campeonato Baiano                     | 30        | 1908, 1909, 1953, 1955, 1957, 1964, 1965, 1972, 1980, 1985, 1989, 1990, 1992, 1995, 1996, 1997, 1999**, 2000, 2002, 2003, 2004, 2005, 2007, 2008, 2009, 2010, 2013, 2016, 2017 e 2024 |

Notas:
* Por não serem considerados títulos oficiais, os chamados "zonais", fases regionais e inter-regionais da Taça Brasil (Brasileirão), não foram listados.
* O Vitória reivindica o reconhecimento pela CBF, do Torneio José Américo de Almeida Filho de 1976, como Copa do Nordeste, mas a entidade ainda não considera a competição, como "Nordestão", em seu formato atual.
**Título dividido com o Bahia.
 Conquistado de forma invicta.

### Campanhas de destaque
| NACIONAIS | NACIONAIS                       | NACIONAIS | NACIONAIS  |
|           | Competição                      | Colocação | Temporadas |
| --------- | ------------------------------- | --------- | ---------- |
|           | Campeonato Brasileiro           | 2°        | 1993       |
|           | Copa do Brasil                  | 2°        | 2010       |
|           | Campeonato Brasileiro - Série B | 2°        | 1992       |

### Outros títulos
| INTERNACIONAIS | INTERNACIONAIS                   | INTERNACIONAIS | INTERNACIONAIS                                                    |
|                | Competição                       | Títulos        | Temporadas                                                        |
| -------------- | -------------------------------- | -------------- | ----------------------------------------------------------------- |
| Senegal        | Torneio de Dakar                 | 1              | 1992                                                              |
| Espanha        | Trofeo Ciudad de Valladolid      | 1              | 1997                                                              |
| INTERESTADUAIS |                                  |                |                                                                   |
|                | Competição                       | Títulos        | Temporadas                                                        |
| Brasil         | Torneio Quadrangular de Salvador | 2              | 1954-II e 1967-II                                                 |
| Brasil         | Torneio Repescagem CBF           | 1              | 1989                                                              |
| Brasil         | Torneio da Uva/Parmalat          | 1              | 1994                                                              |
| Brasil         | Taça Maria Quitéria              | 1              | 1996                                                              |
| REGIONAIS      |                                  |                |                                                                   |
|                | Competição                       | Títulos        | Temporadas                                                        |
|                | Torneio Régis Pacheco            | 1              | 1955                                                              |
|                | Zona Nordeste da Taça Brasil     | 2              | 1965 e 1966                                                       |
| ESTADUAIS      |                                  |                |                                                                   |
|                | Competição                       | Títulos        | Temporadas                                                        |
| Bahia          | Taça Estado da Bahia             | 3              | 2004, 2005 e 2006                                                 |
| Bahia          | Torneio Início da Bahia          | 11             | 1926, 1941, 1942, 1943, 1944, 1949, 1953, 1955, 1958, 1961 e 1980 |

## Futebol de base

### Categoria Sub-20
Equipe Júnior (sub-18/sub-20)
Jogador com mais título (Daniel Nascimento da Silva)

Principais Titulos

- Copa do Brasil de Futebol Sub-20: 1 (2012)

- Taça Belo Horizonte de Futebol Jr: 1 (1994)

- Copa Nordeste de Juniores: 6

 (2004, 2006, 2015, 2017, 2019 e 2021)
- Taça Nordeste: 1 (2000)

- Campeonato Baiano de Juniores: 16

(1980, 1981, 1994, 1995, 1998, 1999, 2000, 2002, 2006, 2008, 2009, 2011, 2012, 2013, 2015 e 2017)

Titulos internacionais

- Dallas Cup Sub-20: 2 (1996 e 1997)

- USA Cup: 2 (1997 e 1998)

- Philips Cup Sub-20 (atual Otten Cup): 6

(1995, 1996, 1997, 2004, 2005 e 2006)
- Rotary Cup: 2 (1997 e 1998)

- Upper Austria Cup: 1 (1999)

- Coca-Cola Classic Sub-20: 1 (1997)

- Sparkasen Cup Sub-20: 2 (1997 e 1998)

### Categoria Sub-19
Titulos internacionais
- Northern Ireland Milk Cup Sub-19: 1 (1999)
- Torneio de Oberndorf Sub-19: 2 (2009 e 2010)

- Torneio de Freiburg Sub-19: 1 (2009)

- Torneio Internacional de San Sebastián Sub-19: 1 (2013)[8]

- Torneio Internacional da Juventude Sub-19: 1 (2011)

### Categoria Sub-17
Equipe Juvenil (sub-17/sub-18)

Principais títulos
- Copa do Brasil de Futebol Sub-17: 1 (2015)
- Campeonato Baiano Juvenil: 21

(1993, 1994, 1995, 1996, 1997, 1998, 1999, 2000, 2001, 2002, 2004, 2006, 2007, 2008, 2009, 2011, 2013, 2015 ,2017 , 2018, 2022 e 2023)
- Copa 2 de Julho de Futebol Sub-17: 1 (2012)
- Copa Bayer: 2 (1997 e 1999)

- Supercopa Natal Sub-17: 1 (2017)

- III Copa Nordestina: 1 (2000)

- Taça Bahia: 1 (1997)

- Intercopa Baiana: 1 (1994)

- Copa da Paz Brasil: 1 (1993)

- Torneio Ilha Solteira: 1 (1993)

- Copa Retirolândia: 2 (1997 e 1998)

- Taça Estado da Bahia: 1 (1998)

- III Copa Zico - Etapa Regional: 1 (2000)

- III Copa Zico - Etapa Nacional: 1 (2000)

- Copa Soares: 1 (2000)

- III Copa Zico - Etapa Japão: 1 (2000)

- IV Copa Facens: 1 (2000)

- Copa Metropolitana Sub-17: 1 (2011)

### Categoria Sub-15
Equipes (sub-14/sub-16)

Principais conquistas

- Copa do Brasil de Futebol Sub-15: 1 (2010)
- Copa Brasil de Futebol Infantil: 1 (2000)
- Campeonato Brasileiro Dente-de-Leite: 1 (1972)
- Salvador Cup: 1 (2014)

Títulos estaduais
- Campeonato Baiano Infantil: 18

(1994, 1995, 1996, 1998, 1999, 2000, 2001, 2002, 2003, 2004, 2006, 2007, 2008, 2010, 2011 , 2015 , 2017 e 2021)

Títulos inter-regionais
- Nike Premier Cup Sub-15 - Etapa Nacional: 1 (1999)
- Nike Premier Cup Sub-15 - Etapa Nacional: 1 (2001)
- Nike Premier Cup Sub-15 - Etapa Regional: 1
- Copa Níquel: 2 (2013 e 2015)[9][10]

- Rotary Cup: 1 (1998)

Titulos internacionais
- Mundialito de Futebol Sub-15: 2 (1997 e 1999)

- Mundialito de Futebol em Feira de Santana: 1 (2000)

- Nike Premier Cup Sub-15 - Etapa Mundial: 1 (2001)

- USA Cup: 1 (1998)

- Copa Mercosul Internacional: 1 (2000)

- English Riviera Cup: 1 (1999)
- Upper Austria Cup: 1 (1999)
- Independence Day: 1 (1998)
- 2°Taça Internacional do Interior Paulista: 1 (2001)
- 6ª Copa Internacional de Itaporanga: 1 (2000)

Titulos Interestaduais
- Copa Nordeste Futebol Infantil: 1 (2000)
- Copa Colina: 1 (1993)

- Copa Gazetinha: 6 (1993, 1994, 1994 (2° torneio),1995, 1996 e 2001)
- Copa Divinopolis: 2 (1994 e 1995)

- Torneio Laranjal Paulista: 1 (1994)

- Copa Votarantim: 1 (1998)

- Copa Intumbiara: 1 (1998)

- Torneio Grêmio Caraíba: 1 (1999)

- 6ª Copa Internacional de Itaporanga: 1 (2000)

- Copa Vermelho e Preto: 1 (2000)

- Copa Sesinho de Feira de Santana: 2 (2000 e 2001)

### Categoria Infantil e Mirim
Principais títulos
- Copa Nordeste Futebol Infantil: 1 (2001)
- Copa Infantil de Ipatinga: 1 (2002)
- Supercopa Baiana da Divisão de Base: 1 (2002)

Outros títulos
- XI Campeonato Internacional Futebol Infantil: 1 (2002)

- 4ª Copa Carpina Sub-16: 1 (2010)

- Copa Itajibá Sub-15: 1 (2013)

- Copa Metropolitana Sub-15: 3 (2011, 2013 e 2016)
- Copa Paraguaçu Sub-14: 1 (2014)

- Copa Peguari Sub-14: 1 (2015)

Equipe Mirim (sub-13)
- Torneio Brazil Football Festival: 1 (2009)

- Copa Paraguaçu: 1 (2014)

- Copa Peguari: 1 (2015)

## Futebol feminino
| ESTADUAIS | ESTADUAIS         | ESTADUAIS | ESTADUAIS   | ESTADUAIS |
|           | Competição        | Títulos   | Temporadas  |           |
| --------- | ----------------- | --------- | ----------- | --------- |
|           | Campeonato Baiano | 2         | 2016 e 2018 |           |

### Campanhas de destaque
| NACIONAIS | NACIONAIS                      | NACIONAIS | NACIONAIS  | NACIONAIS |
|           | Competição                     | Colocação | Temporadas |           |
| --------- | ------------------------------ | --------- | ---------- | --------- |
|           | Campeonato Brasileiro Série A2 | 2°        | 2018       |           |

## Outros esportes

### Remo
- Campeonato Universitário Brasileiro de Remo: 1

(1948)
- Copa Norte-Nordeste: 8

(2003, 2007, 2008, 2009, 2012 , 2013, 2016 e 2019)
- Campeonato Baiano: 44

(1943, 1944, 1945, 1946, 1947, 1948, 1949, 1950, 1951, 1952, 1953, 1955, 1956, 1957, 1958, 1959, 1960, 1963, 1966, 1968, 1969, 1970, 1971, 1972, 1988, 1995, 1996, 2002, 2003, 2004, 2005, 2006, 2007, 2008, 2009, 2010, 2011, 2012, 2013, 2015, 2016, 2017, 2018 e 2019 )
- Taça Maria Luiza: 1

(1955)

### Vôlei
- Campeonato Baiano: 11

(1953, 1954, 1955, 2002, 2009, 2011, 2012, 2013 , 2015, 2016, 2018)
- Copa Estado: 3

(2016, 2018, 2019)
- Copa Metropolitana: 1

(2016)
- Campeonato Baiano (sub-20): 4

(2012, 2013, 2014 e 2015)
- Copa Estado da Bahia: 5

(2001, 2002, 2009, 2011 e 2013)
- Copa Estado da Bahia (feminino): 1

(2013)
- Liga Baiana (masculino): 1

(2009)
- Copa Cidade de Salvador: 1

(2011)
- Copa Cidade de Salvador (sub-20): 1

(2013)
- Copa do Nordeste (sub-23): 2

(2014 e 2015)
- Taça Suerdieck (feminino): 1

(1955)
- Campeonato Baiano (juvenil): 3

(1953, 1954 e 1955)
- Torneio de Início da 1ª Divisão: 1

(1955)
- Torneio de Início (juvenil): 1

(1955)

### Atletismo
- Campeonato Nacional 4x100 / Agenor Gramacho, Alfredo Gramacho, Raimundo Braga e Valter Gramacho: 1

(1953)
- Eliminatórias Baiana da São Silvestre (masculino): 1

(1955)
- Campeonato Baiano (masculino): 3

(1953, 1954 e 1955)

### Futsal
- Campeonato Baiano: 4

(1994, 1995, 1996 e 2015)
- Taça Estado da Bahia: 2

(1992 e 1994)
- Copa Verão de Futsal: 1

(2017)
- Campeonato Baiano Juvenil: 4

(1998, 1999, 2001 e 2003)
- Copa Metropolitana de Futsal: 1

(2015)

### Handebol
•🥇🇧🇷 Jogos Universitários Brasileiros [JUBs] (masculino) divisão A2: 1 (2011, Campinas/SP)
- Campeonato Baiano (masculino): 2 (2013 e 2017)

- Campeonato Baiano (feminino): 5 (2013, 2014,2015,2016,2017)

- Copa Estado da Bahia (masculino): 1 (2013)

- Copa Estado da Bahia (feminino): 1 (2013)

- Copa Cactus: 1 (2015)

### Judô
- Campeonato Baiano (masculino): 1

(2013)
- Campeonato Baiano (sub-18): 1

(2013)
- Campeonato Baiano (sub-21): 1

(2013)

### Beach Soccer
- Copa Libertadores de Futebol de Areia: 1

(2018)
- Copa do Nordeste de Beach Soccer: 1 (2024)

- Copa do Brasil de Beach Soccer - Etapa NO/NE: 1 (2017)

### Basquete
- Copa Brasil- Nordeste de Basquete: 1

(2015)
- Campeonato do Nordeste de Basquete: 1

(2015)
- Campeonato Baiano de Basquete: 8

(2005, 2012, 2013, 2016, 2017, 2018, 2022 e 2023-24)
- Etapa Baiana Liga do Nordeste: 1 (2022)

- Liga do Nordeste de Basquete: 1 (2022)

- Copa Verão Vivo de Basquete: 1 (2012-13)

- Campeonato de Basquete (infantil): 1 (1981)

### Natação
- Travessia da Baía de Todos os Santos (masculino): 3

(1955, 1958 e 1959)
- Travessia da Baía de Todos os Santos (feminina): 3

(1957, 1958 e 1959)
- Campeonato Baiano (adulto): 1

(1955)
- Campeonato Baiano (juvenil): 1

(1955)
- Campeonato Baiano (feminino): 1

(1955)

### Futevôlei
- Pro Footvolley Tour: (2016)
- Copa Le Parc de Futevôlei: (2015)

### Boxe
- Campeonato Norte e Nordeste (amador): 2

(1979 e 1980)
- Campeonato de Estreantes: 4

(1980) - 4 títulos
- Campeonato de Veteranos (masculino): 2

(1980) - 2 títulos